# Chiba Shinya
Shinya Chiba (sinh ngày 3 tháng 5 năm 1983) là một cầu thủ bóng đá người Nhật Bản.

## Sự nghiệp câu lạc bộ
Shinya Chiba đã từng chơi cho Albirex Niigata, Okinawa Kariyushi FC, Sony Sendai và NEC Tokin.